# Asian Grand Prix
L’Asian Grand Prix (Grand Prix asiatique) est une série de trois meetings d'athlétisme organisés annuellement par l'Asian Athletics Association (AAA).
En 2017, elle se déroule à Jinhua, Jiaxing et Taipei.
En 2012, cette série se déroulera en Thaïlande à : 	
- Asian Grand Prix I, à Bangkok,
- Asian Grand Prix II, à Kanchanaburi,
- Asian Grand Prix III, à Nakhon Ratchasima.

En 2011, la série avait lieu en Chine
- Asian Grand Prix- I	22 mai	à Jiaxing
- Asian Grand Prix- II, 	26 mai	 à Kunshan
- Asian Grand Prix- III	29 mai	à Wujiang

En 2010, la série avait eu lieu en Inde :
- à Pune le 1er juin
- à Bangalore le 5 juin
- à Madras le 9 juin

En 2009, en Chine :
- Asian Grand Prix 2009 (1st leg)	23 mai Suzhou
- Asian Grand Prix 2009 (2nd leg)	27 mai Kunshan
- Asian Grand Prix 2009 (3rd leg)	30 mai	à Hong Kong

En 2008 en Thaïlande et au Vietnam :
- Asian Grand Prix 2008 (1st leg)	23 Jun	Bangkok
- Asian Grand Prix 2008 (2nd leg)	27 Jun	Korat	Thailand
- Asian Grand Prix 2008 (3rd leg)	30 Jun	Hanoï	Vietnam

Pendant la saison 2007, en Thaïlande et en Inde :
- Asian Grand Prix 2007 (1st leg)	19 Jun	Bangkok	Thailand
- Asian Grand Prix 2007 (2nd leg)	23 Jun	Guwahati	Inde
- Asian Grand Prix 2007 (3rdleg)	27 Jun	Pune	Inde

En 2006, en Thaïlande et en Inde :
- Asian Grand Prix Series I	18-May	Bangkok	Thailand
- Asian Grand Prix Series II	22-May	Bangalore	Inde
- Asian Grand Prix Series III	26-May	Pune	Inde